# Formation Z
Formation Z (フォーメーションZ?, Fōmēshon Z), in Nord America noto come Aeroboto, è uno sparatutto a scorrimento per arcade edito da Jaleco nel 1984. in questo titolo, un robot di nome Ixpel, in grado di trasformarsi in un aereo da caccia, viene inviato in missione per impedire a una super arma aliena di raggiungere la Terra.
Convertito per FM-7, MSX, Famicom, Sharp X1 e NEC PC-8801, il videogioco è stato distribuito per Wii tramite Virtual Console e pubblicato da Hamster Corporation per Nintendo Switch e PlayStation 4 all'interno della serie Arcade Archives.

## Trama
Nell'anno 2701, la Federazione Terrestre fu attaccata da una ribellione della 9ª Divisione delle Forze Speciali dell'Esercito della Federazione, con base sul pianeta Zanac. La Federazione Terrestre, che era stata spinta in uno stato semi-distruttivo, decise di accelerare lo sviluppo del mecha da combattimento trasformabile "Ixpel", che era in fase di prototipo, per contrastare le armi speciali dell'esercito di Zanac. Tuttavia, i loro attacchi diventarono sempre più intensi giorno dopo giorno e la Federazione Terrestre, incapace di resistere, decise di schierare l'incompiuto Ixpel.

## Modalità di gioco
Il giocatore controlla Ixpel, un robot con la capacità di trasformarsi in un jet da combattimento. Esso può muoversi avanti, indietro e saltare ma non può volare, e il caccia può viaggiare ovunque sullo schermo ma ha carburante limitato per farlo. Quando lo esaurisce, il jet cadrà ma se il giocatore sta combattendo dove è presente il terreno può tornare robot per evitare di schiantarsi (volare a un'altitudine troppo bassa causerà comunque uno schianto, tuttavia). Se il jet è sopra un oceano d'altra parte, si schianterà e una vita viene persa. Inoltre il caccia non può tornare robot quando sta volando a un'altitudine troppo alta. La combinazione di due prestazioni deve essere utilizzata per evitare gli ostacoli, così come per distruggere tutti i nemici sullo schermo per punti extra.
Poiché il jet consuma carburante per rimanere in aria, Ixpel in tale stato deve essere costantemente rifornito. Una sfera bianca che emette elettricità a terra è rappresentata come carburante da ricaricare, che è l'unico tipo di oggetto presente nel gioco e l'unico oggetto di cui il giocatore avrà mai bisogno. Per trasformarsi da robot a jet, è necessario premere un pulsante di salto mentre la leva del joystick è tirata verso l'alto. Per tornare da jet a robot, è necessario premere un pulsante di salto mentre la leva del joystick è abbassata durante il volo entro l'altitudine consentita. Durante la trasformazione, il giocatore non è in grado di sparare ed è quindi vulnerabile agli attacchi nemici, quindi la trasformazione deve essere eseguita nella situazione giusta e con cautela.
Ixpel ha anche due tipi di potenza di fuoco: il primo è Pulse Laser, un raggio standard che può essere sparato consecutivamente. Il secondo è un cannone più grande e potente chiamato Big-Bang che può attraversare più nemici più piccoli. Big-Bang può essere lanciato caricando l'arma principale. Per sparare con Big-Bang, il pulsante di sparo deve essere premuto per circa un secondo e mezzo. Big-Bang può eliminare nemici più grandi che Pulse Laser non può ed è fondamentale contro le battaglie con i boss.
Infine Formation Z, come la maggior parte dei giochi arcade dell'epoca, non ha una vera e propria conclusione e si ripete all'infinito.

## Accoglienza
In Giappone, la rivista Game Machine elencò Formation Z nel numero del 15 agosto 1984 come la sedicesima unità arcade di maggior successo del mese.